# 士兵委员会

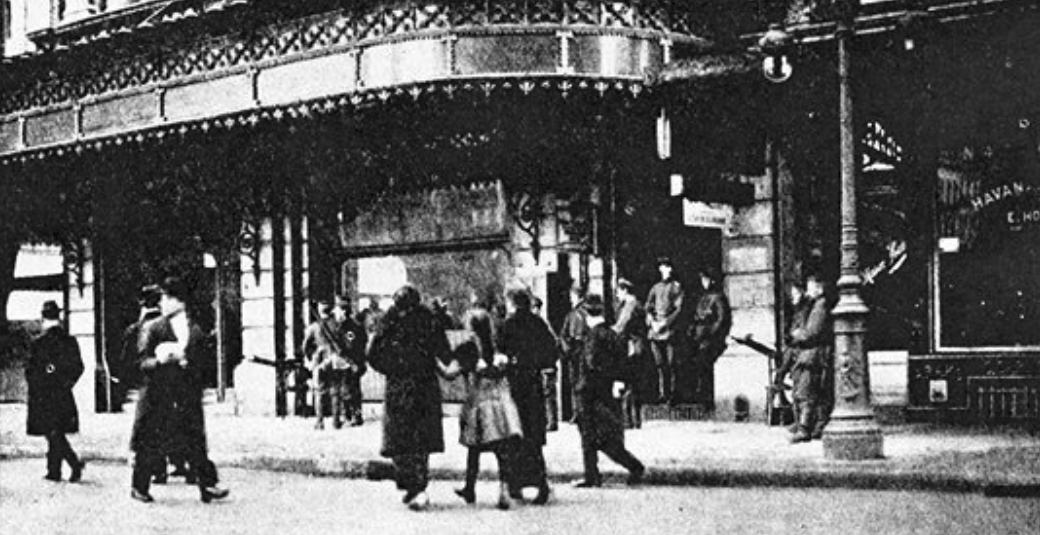
士兵委员会存在时，布鲁塞尔街头的士兵

士兵委员会（德語：Soldatenrat）是1918年11月10日德意志帝國陸軍的革命派士兵在当时由德国占领的比利时首都布鲁塞尔建立的临时政权。当时，处于第一次世界大战的最后阶段，当基爾水兵兵變和德国十一月革命的消息传到布鲁塞尔时，德军的革命派士兵建立士兵委员会。
该委员会是一种革命委员会，受到社会主义和共产主义思想的启发。它是在士兵们反抗军官并夺取自1914年8月以来一直被占领的布鲁塞尔控制权之后成立的。他们试图与比利时平民和社会党人结成联盟，但未能成功。布鲁塞尔城中发生了右翼德军与革命派德军之间的零星战斗。与此同时，士兵委员会努力维持治安，其主要关注点是确保士兵能被遣返回德国。几天后，该委员会解散，最后一批德军于11月16日离开布鲁塞尔。由阿尔贝一世国王率领的比利时军队于1918年11月22日进入布鲁塞尔。布鲁塞尔的士兵委员会与同时期在贝弗洛成立的另一个类似组织并存，两者都在名义上接受科隆更重要的士兵委员会的领导。
德国作家卡尔·爱因斯坦也参加了该委员会的活动。